# Chrám svatého Alexandra Něvského (Jekatěrinburg)
Chrám svatého Alexandra Něvského (rusky Александро-Невский собор) je klasicistní pravoslavný chrám v ruském Jekatěrinburgu.

## Historie
Chrám svatého Alexandra Něvského byl zbudován pro potřeby rychle se rozvíjejícího Novotichvinského ženského kláštera, založeného na přelomu 17. a 18. století.
Základní kámen chrámu byl položen již 26. června 1838. Autorem projektu byl Michail Pavlovič Malachov a jeho petrohradští spolupracovníci Visconti a Charlemagne. Kvůli nedostatku finančních prostředků se však stavba značně protáhla. Mniši uspořádali sbírku, se kterou obcházeli okolní města a vesnice. Značně také pomohli uralští kupci a továrníci, díky čemuž se podařilo svatostánek dokončit a vysvětit 23. května 1854. Hlavní chrám byl zasvěcen Alexandru Něvskému, levý přídělek svatému Mikuláši a pravý Zmrtvýchvstání Ježíše Krista.
Roku 1921 byl Novotichvinský klášter uzavřen a chrám sv. Alexandra Něvského se stal farním. Definitivně byl uzavřen v roce 1930. Téhož roku byl také zlikvidován přilehlý hřbitov z 18. století. Roku 1942 došlo k rozsáhlé přestavbě na vojenský sklad. Od roku 1961 zde byly uchovávány sbírky oblastního muzea.
Pravoslavní věřící vystoupili roku 1991 s požadavkem na navrácení chrámu, který podpořili měsíční hladovkou. Požadavku bylo nakonec vyhověno, a tak se zde již následujícího roku mohla konat první bohoslužba. Od roku 1994 slouží opět potřebám obnoveného ženského kláštera. Roku 2013 byl znovu otevřen po sedmileté rozsáhlé rekonstrukci.

## Galerie

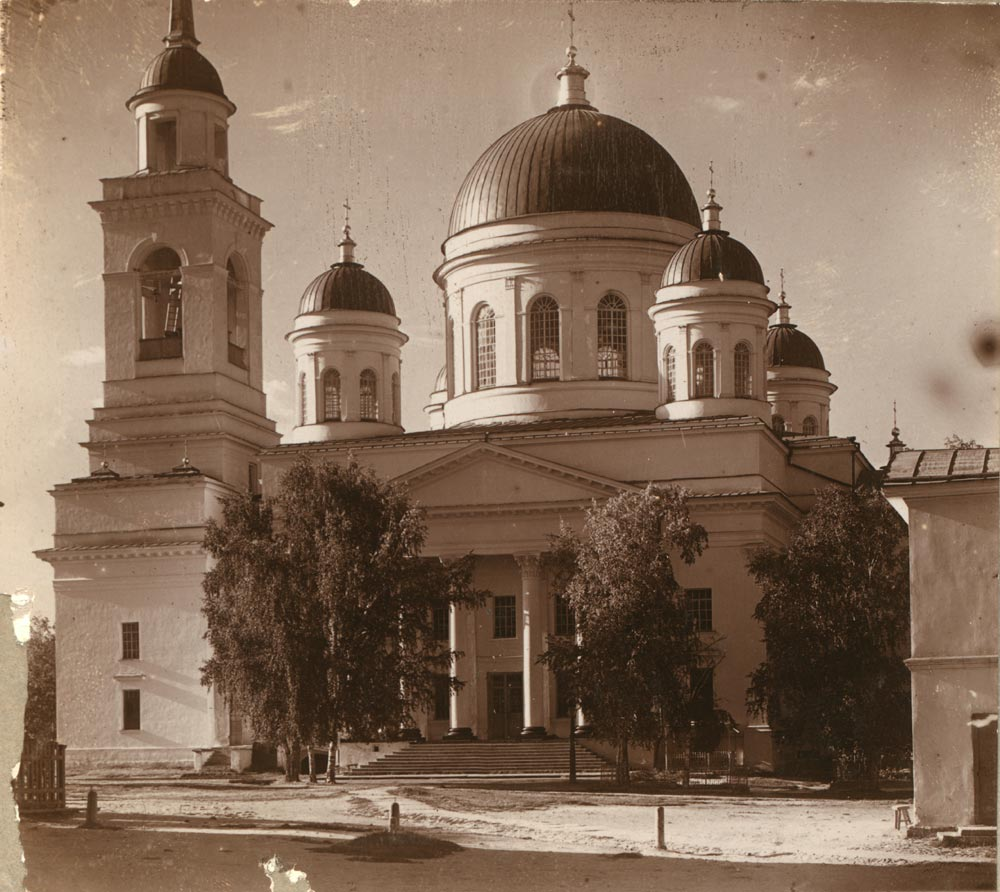
Fotografie z r. 1910
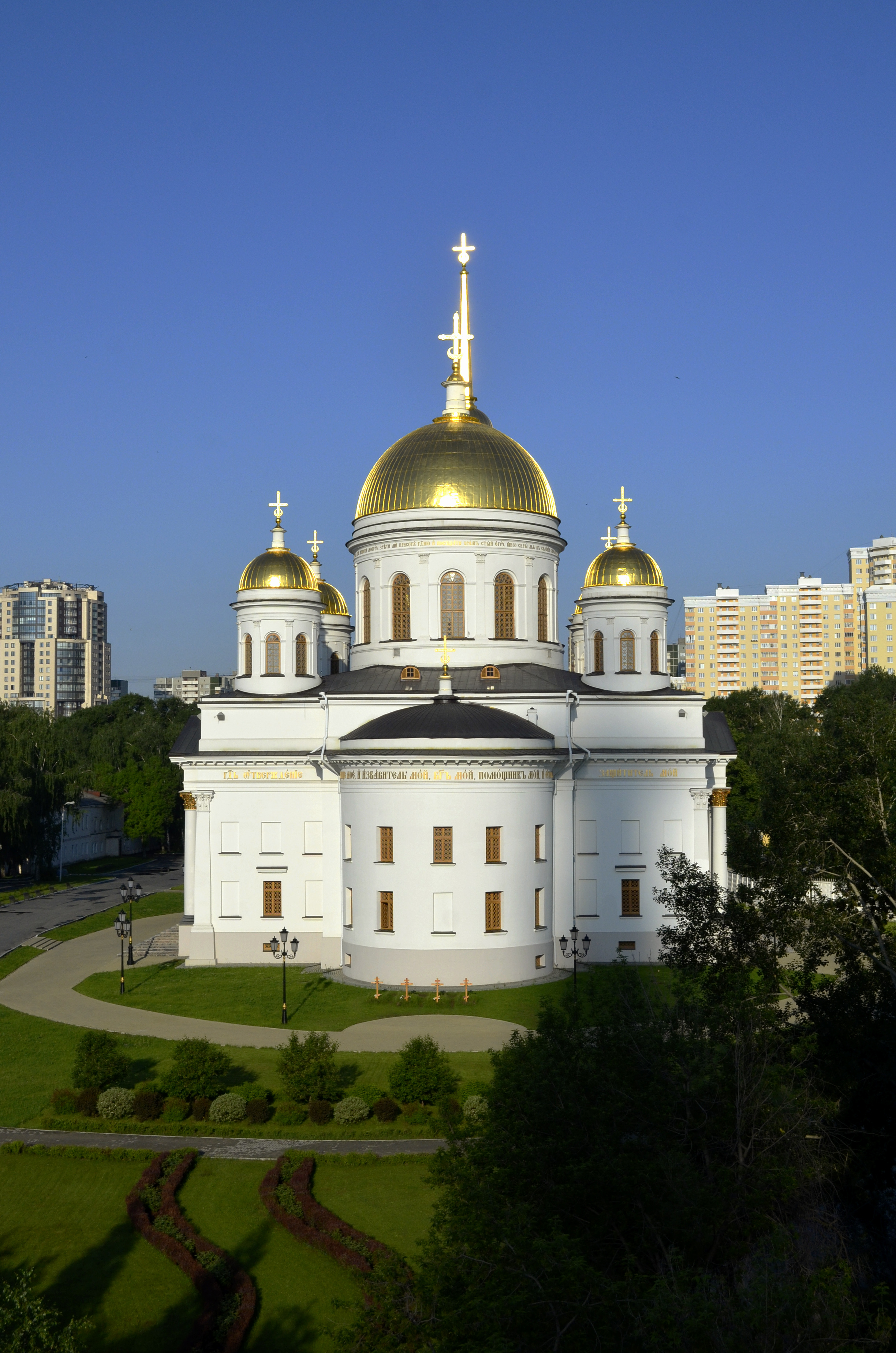
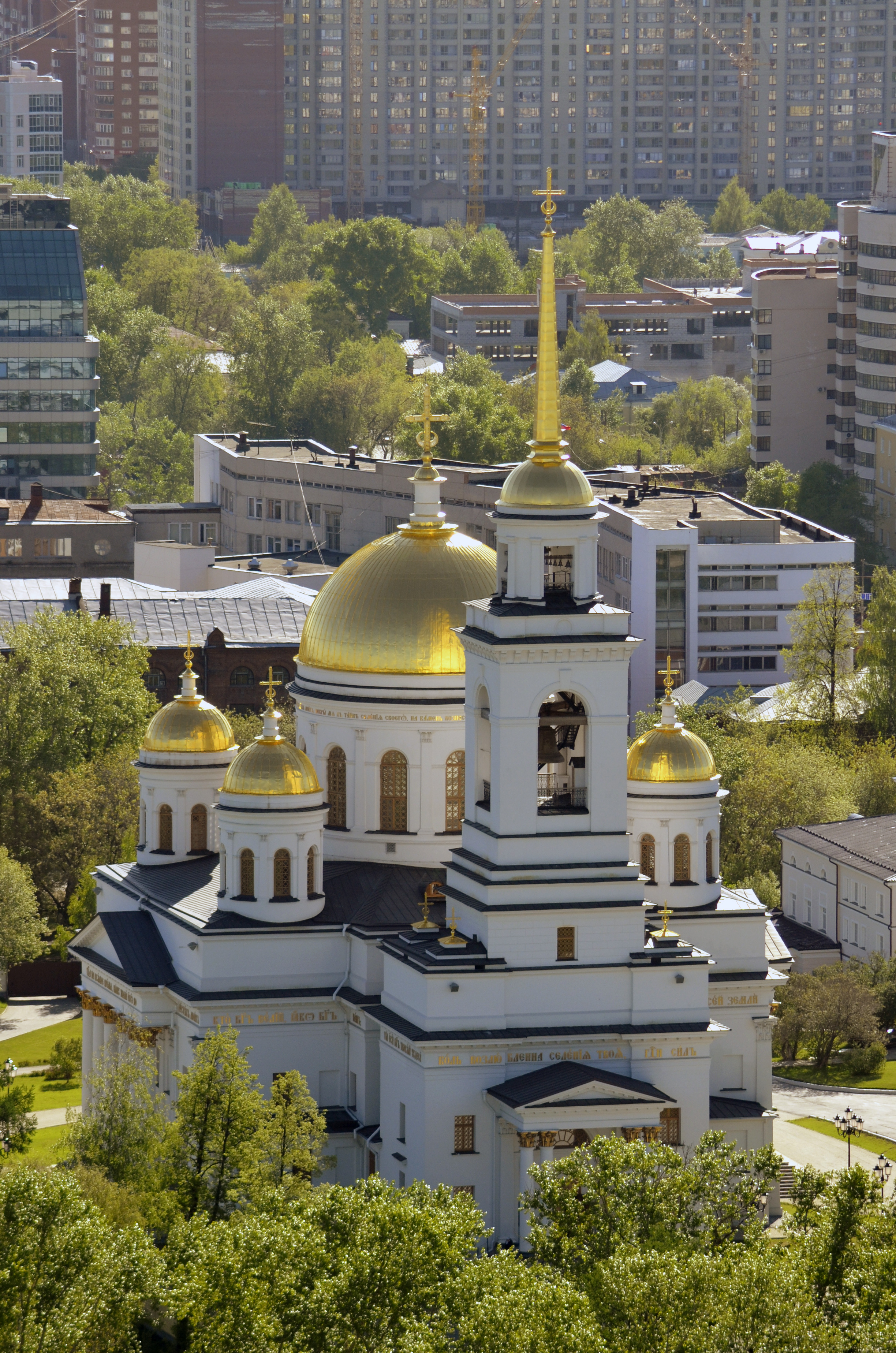
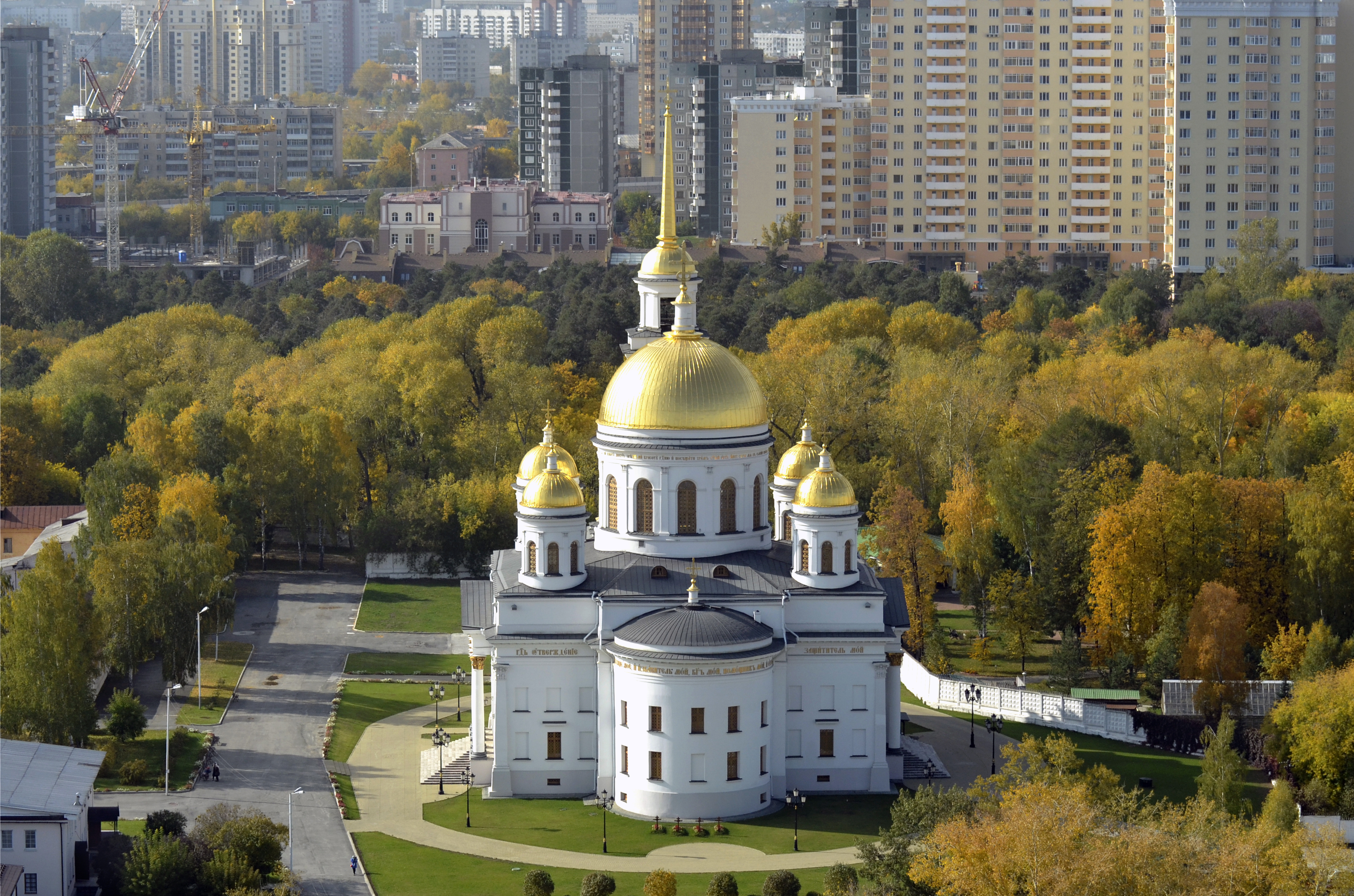
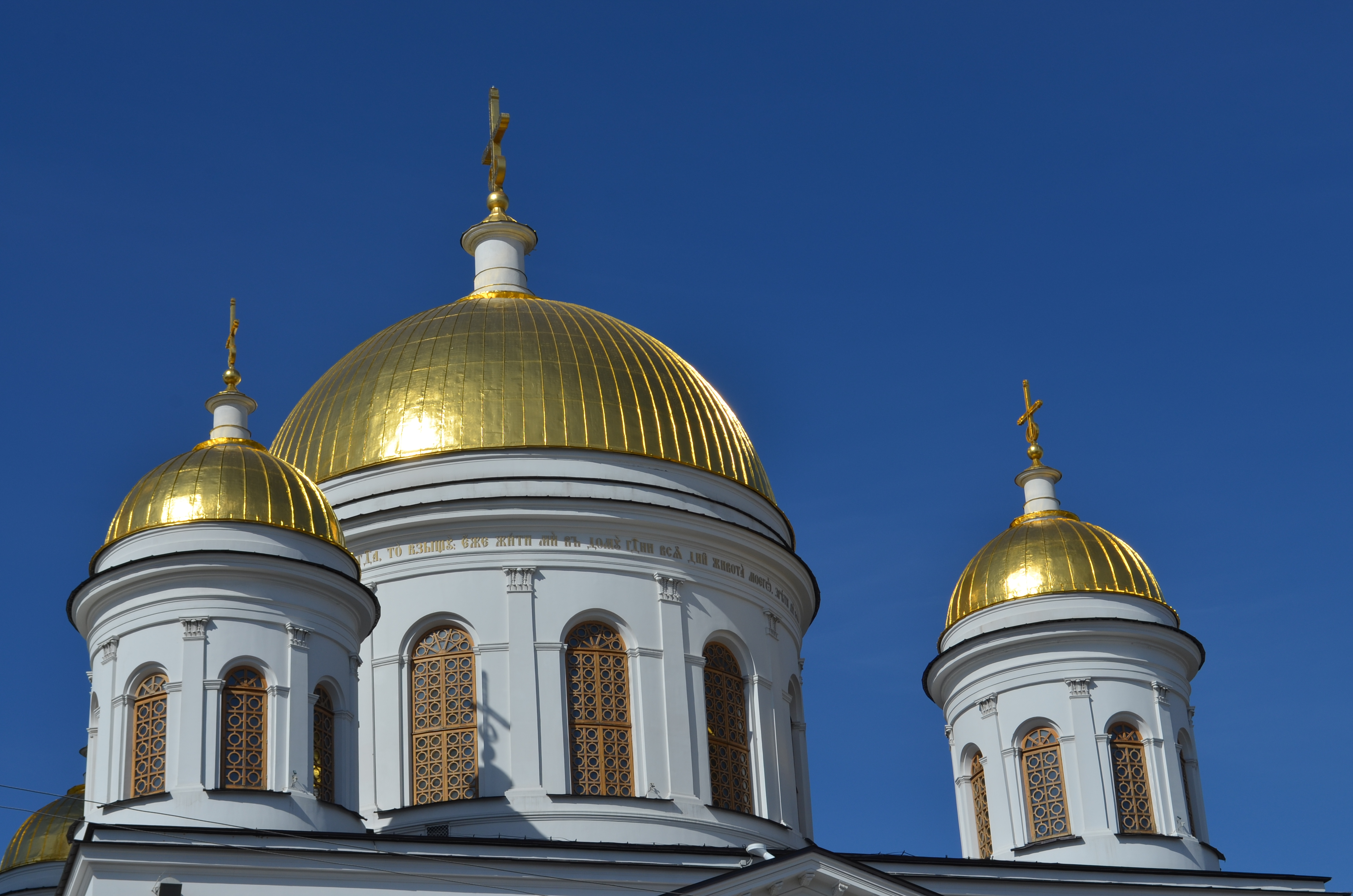
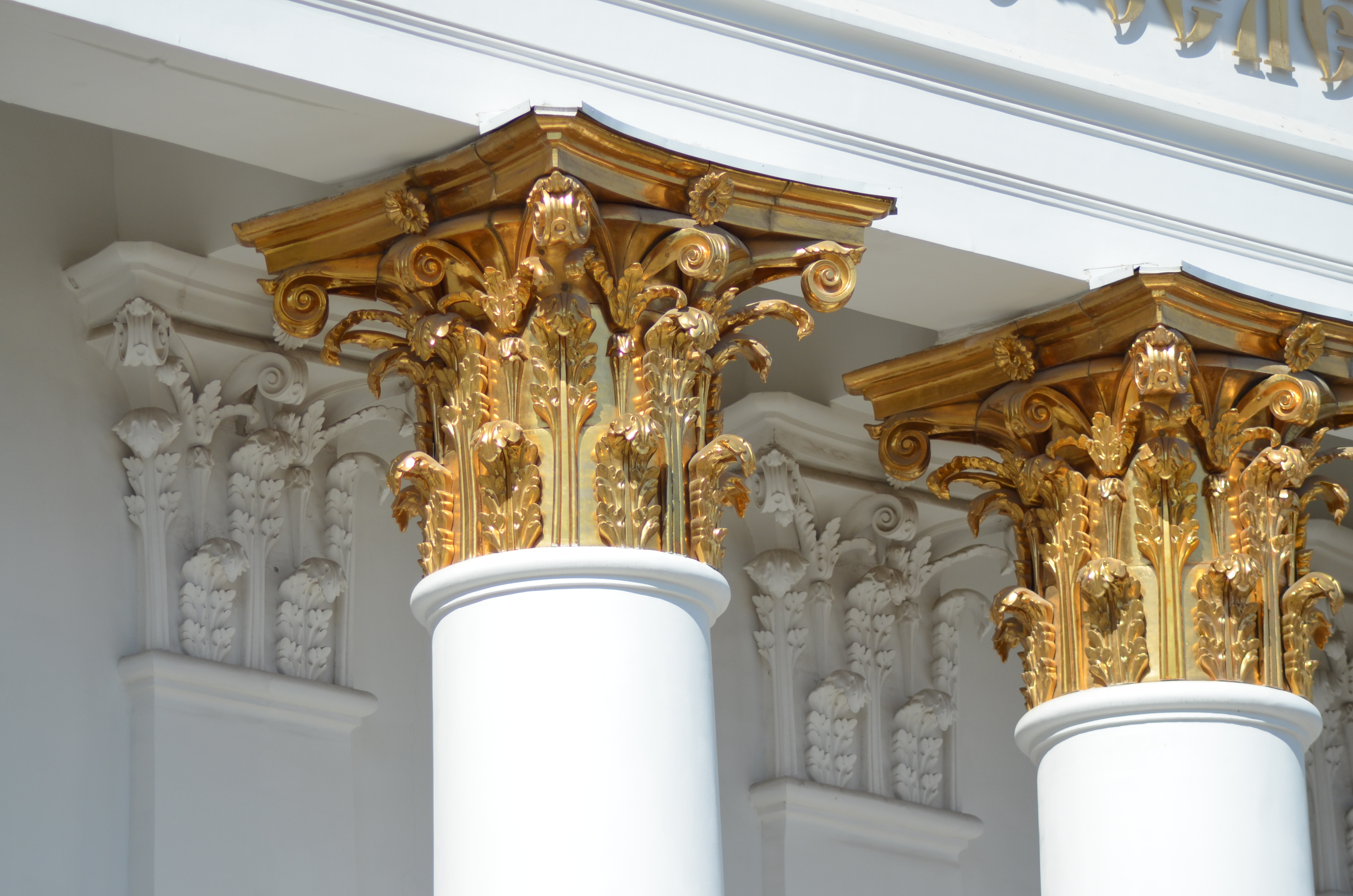